# Александра Силк
Александра Силк (англ. Alexandra Silk), настоящее имя Тэймэйр Джонс (англ. Tamar Jones; 19 сентября 1963, Лонг-Айленд) — американская танцовщица и порноактриса.

## Порно-карьера
В детстве Александра очень увлекалась танцами. Впоследствии это её увлечение переросло в более откровенные танцы — стриптиз, и она стала танцевать в ночных клубах самых различных городов. Но этого было недостаточно, Александра желала сниматься в порнофильмах. Вскоре её желания реализовались — Александра знакомится с другой стриптизёршей — Дженной Джеймсон. В результате их встречи Александра получила от Дженны несколько телефонных номеров людей из порнобизнеса. Позвонив по одному из них, Александра знакомится с порноактёром Роном Джереми, который и посоветовал некоторым продюсерам задействовать Александру в своих фильмах.
По данным на 2011 год, Александра Силк снялась в 388 порнофильмах.

## Награды и номинации
- 1999 XRCO Award номинация — Unsung Siren[3]
- 2000 AVN номинация Female Performer of the Year[4]
- 2002 AVN Best Anal Sex Scene номинация — Film for Taken (with Herschel Savage)[5]
- 2004 AVN Best Actress номинация — за Video Stud Hunters[6]
- 2008 AVN Hall of Fame[7]
- 2013 Зал Славы Legends of Erotica[8]